# Benoît Georges de Najac
Pour les articles homonymes, voir Najac.
Benoît Georges, comte de Najac et de l'Empire (22 novembre 1748 à Versailles - 26 novembre 1823 à Paris), est un administrateur français.

## Sa famille
Fils cadet de Jean de Najac (1696 - 1782), contrôleur ordinaire de la Maison de la Reine de Pologne (1732), puis de celle de la Reine de France (1747), anobli en 1781, et de Marie Thérèse Macalla de Dampierre (1714 - 1794), femme de Chambre de la Reine, Marie Leszczyńska (1752), puis Marie Antoinette (jusqu’en 1781), pensionnaire du Roi (1782). Il est baptisé le 23 novembre 1748.
Marié le 7 octobre 1788 à Lorient, à Henriette Marie Laurence Le Conte (1770, Pondichéry, Indes + 1794), fille d’Arnoult Le Conte (1731 - 1798), écuyer, lieutenant général civil et juge du tribunal chaudrie (juridiction indienne), commandant à Karikal, puis conseiller au conseil supérieur de Pondichéry (1769), cour souveraine des établissements français en Inde, maire de Lorient (14 janvier 1790-1er février 1790), et de Laurence Catherine Desjardins (1749 - 1810), elle-même fille d'un capitaine de vaisseau de la compagnie des Indes et capitaine du port de Pondichéry.

## Commissaire de la marine royale
Aspirant élève commissaire à Brest (1767), commissaire de la marine (1774), commissaire ordonnateur à Lorient (1786-1788), commissaire des ports et arsenaux à Lorient (1789).

## Réformateur
Franc-maçon (loge de la « Parfaite Union », Lorient), président du comité permanent de Lorient (30 août 1789-1er janvier 1790), maire de Lorient (8 septembre 1789-15 octobre 1789), administrateur du département du Morbihan (25 mai 1790), fondateur du Club de Lorient (septembre 1790), président de l’Assemblée chargée d’élire l’évêque constitutionnel (mars 1791), 1er député suppléant du Morbihan (4 septembre 1791), employé au ministère de la Marine, à Paris (1792-1793 ; An II), emprisonné.

## Haut fonctionnaire bonapartiste
Ordonnateur à Toulon, organisateur de la logistique de la campagne d'Égypte avec Jean Gaspard de Vence, commandant des Armes puis préfet maritime de Toulon, et Bonaparte (An VI), ordonnateur à Brest (An VIII), intendant général de la marine, conseiller d'État (1800), Rhône (octobre 1801-août 1802), administrateur général des finances et ordonnateur du pays vénitien (1806), chargé de l’organisation de la Toscane (1810, intendant général des provinces illyriennes (1811-1812), donataire en Illyrie (r. 4000) par décret impérial (1er janvier 1812), chevalier (An XII) puis commandeur de la Légion d'honneur (1804), chevalier de Saint Louis (1814). Il avait été créé comte de l'Empire (L.P. du 26 avril 1808).
Rallié à l’Empereur (signe la délibération du Conseil d’État du 25 mars 1815), destitué du Conseil d’État (juillet 1815), réintégré en 1817.
En 1812, il figure à la 26e place des contribuables les plus imposés du Morbihan, avec des revenus estimés à 5 000 francs. Il avait acheté des « biens nationaux ».
Il meurt le 26 novembre 1823 à Paris et est enterré au cimetière du Père-Lachaise

## Sociétés Savantes
Benoît Georges de Najac est élu membre de l'académie des Sciences, Belles-Lettres et Arts de Lyon en 1801.

## Postérité
Trois enfants nés entre 1790 et 1794 :
- Amédée, capitaine de cavalerie, tué à 20 ans ;
- Laurence, vicomtesse de Ginestous (1813) ;
- Hippolyte (+ 1854, Paris), 2e comte de Najac, lieutenant de vaisseau démissionnaire, propriétaire terrien, père d'Émile Ferdinand (1828 + 1889, Paris), 3e comte de Najac, homme de lettres, auteur de vaudevilles.

### Sources
- Clément de La Jonquière, L'expédition d'Égypte 1798-1801. Tome 1
- Dominique Saint-Pierre, "NAJAC Benoît Georges", in Dominique Saint-Pierre (dir.), Dictionnaire historique des académiciens de Lyon 1700-2016, Lyon : Éditions de l'Académie (4, rue Adolphe Max, 69005 Lyon), 2017, p. 941-942.